# Elección al Senado de los Estados Unidos en Rhode Island de 2020
La Elección al Senado de los Estados Unidos en Rhode Island de 2020 se llevaron a cabo el 3 de noviembre de 2020 para elegir a un miembro del Senado de los Estados Unidos para representar al Estado de Rhode Island, al mismo tiempo que las elecciones presidenciales de los Estados Unidos de 2020, así como otras elecciones al Senado de los Estados Unidos en otros estados. Elecciones a la Cámara de Representantes de los Estados Unidos y diversas elecciones estatales y locales.

## Elección general

### Predicciones
| Fuente                | Clasificación | As of                  |
| --------------------- | ------------- | ---------------------- |
| Cook Political Report | Sólido        | 29 de octubre de 2020  |
| Inside Elections      | Sólido        | 28 de octubre de 2020  |
| Sabato's Crystal Ball | Sólido        | 2 de noviembre de 2020 |
| 270toWin              | Sólido        | 2 de noviembre de 2020 |
| Político              | Sólido        | 2 de noviembre de 2020 |

### Resultados
| Elección al Senado de los Estados Unidos en Rhode Island de 2020 | Elección al Senado de los Estados Unidos en Rhode Island de 2020 | Elección al Senado de los Estados Unidos en Rhode Island de 2020 | Elección al Senado de los Estados Unidos en Rhode Island de 2020 | Elección al Senado de los Estados Unidos en Rhode Island de 2020 | Elección al Senado de los Estados Unidos en Rhode Island de 2020 |
| Partido                                                          | Partido                                                          | Candidato/a                                                      | Votos                                                            | %                                                                |                                                                  |
| ---------------------------------------------------------------- | ---------------------------------------------------------------- | ---------------------------------------------------------------- | ---------------------------------------------------------------- | ---------------------------------------------------------------- | ---------------------------------------------------------------- |
|                                                                  | Demócrata                                                        | Jack Reed (titular)                                              | 328,574                                                          | 66.48%                                                           |                                                                  |
|                                                                  | Republicano                                                      | Allen Waters                                                     | 164,855                                                          | 33.35%                                                           |                                                                  |
| Total                                                            | Total                                                            | Total                                                            | 494,262                                                          | 100.0%                                                           |                                                                  |
| Margen de victoria                                               | Margen de victoria                                               | Margen de victoria                                               | 163,719                                                          | 33.13%                                                           |                                                                  |
|                                                                  | Control Demócrata                                                |                                                                  |                                                                  |                                                                  |                                                                  |